# Eva K. Dargyay
Eva K. Dargyay (* 1. Oktober 1937 in München) ist eine deutsche Tibetologin.

## Leben
Nach der Promotion zum Dr. phil. in München 1974, Habilitation dort 1976 (Struktur und Wandel des tibetischen Dorfes) und Tätigkeit als Privatdozentin war sie von 1981 bis 1990 Professorin für Religionswissenschaft mit dem Schwerpunkt Buddhismus und Tibet an der University of Calgary. Von 1991 bis 2003 war sie Professorin an der University of Alberta in Edmonton. Sie lebt seit 2006 wieder in Deutschland.
Sie war mit dem Tibetologen Lobsang Dargyay (1935–1994) verheiratet.

## Schriften (Auswahl)
- mit Ulrich Gruber: Ladakh. Innenansicht eines Landes. Düsseldorf 1980, ISBN 3-424-00689-0.
- Tibetan village communities. Structure and change. Warminster 1982, ISBN 0-85668-151-2.
- Das tibetische Buch der Toten. Die erste Originalübertragung aus dem Tibetischen. Bern 1994, ISBN 3-502-65133-7.
- mit Morny Joy (Hg.): Gender, genre, and religion. Feminist reflections. Waterloo 1995, ISBN 0-88920-253-2.